# Tratamiento real
Tratamiento real (título original en inglés: The Royal Treatment) es una película romántica estadounidense de 2022 dirigida por Rick Jacobson y protagonizada por Laura Marano y Mena Massoud para Netflix.

## Reparto
- Laura Marano como Isabelle[3]
- Mena Massoud como Príncipe Thomas[3]

## Producción
El rodaje comenzó en Dunedin en febrero de 2021.

## Estreno
Se estrenó el 20 de enero de 2022 por la plataforma de videodemanda Netflix.